# 郝振省
郝振省（1953年10月—），男，汉族，山西人，中国出版界人物，现任中国编辑学会会长。第十二届全国政协委员。